# 다카미네 도모키
다카미네 도모키(일본어: 高嶺 朋樹, 1997년 12월 29일~)는 일본의 축구 선수이다.

## 구단 경력
그는 2019년 J1리그의 홋카이도 콘사돌레 삿포로에 입단했다. 2022년까지 94경기에 출전하여, 3득점을 넣었다. 2023년 가시와 레이솔로 이적했다. 2023년 천황배 준우승. 2024년 7월 KV 코르트레이크로 이적했다. 2025년 J2리그의 홋카이도 콘사돌레 삿포로로 복귀했다.